# Division I 1973-1974
La Division I 1973-1974 è stata la 71ª edizione della massima serie del campionato belga di calcio disputata tra il settembre 1973 e il maggio 1974 e conclusa con la vittoria del Anderlecht, al suo sedicesimo titolo.
Capocannoniere del torneo fu Attila Ladinsky (Anderlecht), con 22 reti.

## Formula
Come nella stagione precedente le squadre partecipanti furono 16 e disputarono un turno di andata e ritorno per un totale di 30 partite.
Le ultime due classificate vennero retrocesse in Division 2.
Le società ammesse alle coppe europee furono quattro: la squadra campione si qualificò alla Coppa dei Campioni 1974-1975, seconda e terza e classificata alla Coppa UEFA 1974-1975 e la vincitrice della coppa nazionale alla Coppa delle Coppe 1974-1975.

## Classifica finale
|    | Classifica           | G  | V  | N  | P  | GF | GS | Dif | Pt |
| -- | -------------------- | -- | -- | -- | -- | -- | -- | --- | -- |
| 1  | Anderlecht           | 30 | 17 | 7  | 6  | 72 | 38 | 34  | 41 |
| 2  | Anversa              | 30 | 15 | 9  | 6  | 48 | 33 | 15  | 39 |
| 3  | RWD Molenbeek        | 30 | 13 | 13 | 4  | 50 | 25 | 25  | 39 |
| 4  | Standard Liegi       | 30 | 12 | 10 | 8  | 43 | 30 | 13  | 34 |
| 5  | Club Bruges          | 30 | 13 | 6  | 11 | 61 | 43 | 18  | 32 |
| 6  | RFC Liégeois         | 30 | 11 | 9  | 10 | 42 | 42 | 0   | 31 |
| 7  | KV Mechelen          | 30 | 10 | 11 | 9  | 34 | 35 | -1  | 31 |
| 8  | KSV Cercle Brugge    | 30 | 8  | 11 | 11 | 46 | 48 | -2  | 27 |
| 9  | KSV Waregem          | 30 | 8  | 11 | 11 | 38 | 49 | -11 | 27 |
| 10 | KSK Beveren          | 30 | 7  | 13 | 10 | 24 | 30 | -6  | 27 |
| 11 | Beringen             | 30 | 9  | 8  | 13 | 29 | 48 | -19 | 26 |
| 12 | KFC Diest            | 30 | 8  | 10 | 12 | 44 | 51 | -7  | 26 |
| 13 | K. Beerschot VAV     | 30 | 8  | 10 | 12 | 36 | 47 | -11 | 26 |
| 14 | K. Berchem Sport     | 30 | 7  | 12 | 11 | 33 | 45 | -12 | 26 |
| 15 | K. Lierse SV         | 30 | 6  | 13 | 11 | 35 | 51 | -16 | 25 |
| 16 | K. Sint-Truidense VV | 30 | 6  | 11 | 13 | 30 | 50 | -20 | 23 |

### Verdetti
- RSC Anderlechtois campione del Belgio 1973-74.
- K. Sint-Truidense VV retrocesso in Division II.
- K. Lierse SV salvo dopo il torneo promozione/retrocessione.